# Tiago Camilo
Pour les articles homonymes, voir Camilo.
Tiago Henrique de Oliveira Camilo, né le 24 mai 1982 à Bastos, est un judoka brésilien évoluant dans la catégorie des moins de 81 kg (poids mi-moyens).

## Biographie
Alors qu'il évoluait au début de sa carrière en moins de 66 kg (poids mi-légers), Tiago Camilo s'illustre désormais dans la catégorie des moins de 81 kg (poids mi-moyens).  Il se révèle en 1998 en devenant champion du monde junior à Cali en Colombie. Alors qu'il n'a que 18 ans, il dispute les Jeux olympiques d'été de 2000 organisés à Sydney et, à l'issue d'un parcours presque parfait cependant soldé par une défaite en finale face à l'Italien Giuseppe Maddaloni, remporte la médaille d'argent. Déjà vainqueur des Jeux panaméricains en 2003 en moins de 73 kg à Saint-Domingue, il remporte une nouvelle fois l'or quatre ans plus tard à Rio de Janeiro dans la catégorie des moins de 90 kg cette fois-ci. Revenu en moins de 81 kg pour disputer les Jeux olympiques d'été de 2008, il décroche la médaille de bronze, la seconde médaille olympique de sa carrière. Repêché après une défaite contre le futur vainqueur Ole Bischof, il remporte le combat pour la troisième place contre le Néerlandais Guillaume Elmont.

## Palmarès

### Jeux olympiques
- Jeux olympiques de 2000 à Sydney (Australie) :
  -  Médaille d'argent en moins de 73 kg (poids légers).
- Jeux olympiques de 2008 à Pékin (Chine) :
  -  Médaille de bronze en moins de 81 kg (poids mi-moyens).

### Championnats du monde
- Championnats du monde 2007 à Rio de Janeiro (Brésil) :
  -  Médaille d'or dans la catégorie des moins de 81 kg (poids mi-moyens).

### Divers
- Principaux tournois :
  - 1 podium au Tournoi de Paris (2e en 2000).
  - 2 podiums au Tournoi de Hambourg (2e en 2004, 3e en 2008).

- Jeux panaméricains :
  -  Médaille d'or en moins de 73 kg en 2003 à Saint-Domingue (République dominicaine).
  -  Médaille d'or en moins de 90 kg en 2007 à Rio de Janeiro (Brésil).

- Juniors :
  -  Champion du monde juniors en 1998 à Cali (Colombie).